# Фиброма
Фибро́ма (лат. fibra «волокно» + др.-греч. -ομα «опухоль») — доброкачественная опухоль из волокнистой соединительной ткани. Часто сочетается с разрастанием других тканей — мышечной (фибромиома), сосудистой (ангиофиброма), железистой (фиброаденома). Возникает на коже, слизистых оболочках, в сухожилиях, молочной железе, матке. Характерные симптомы опухоли – ноющие боли и распирание. Чаще всего болезнь проходит бессимптомно, это зависит от разновидности и локализации образования. 
Злокачественная опухоль, происходящая из соединительных тканей, называется фибросаркомой.